# Liber AL vel Legis

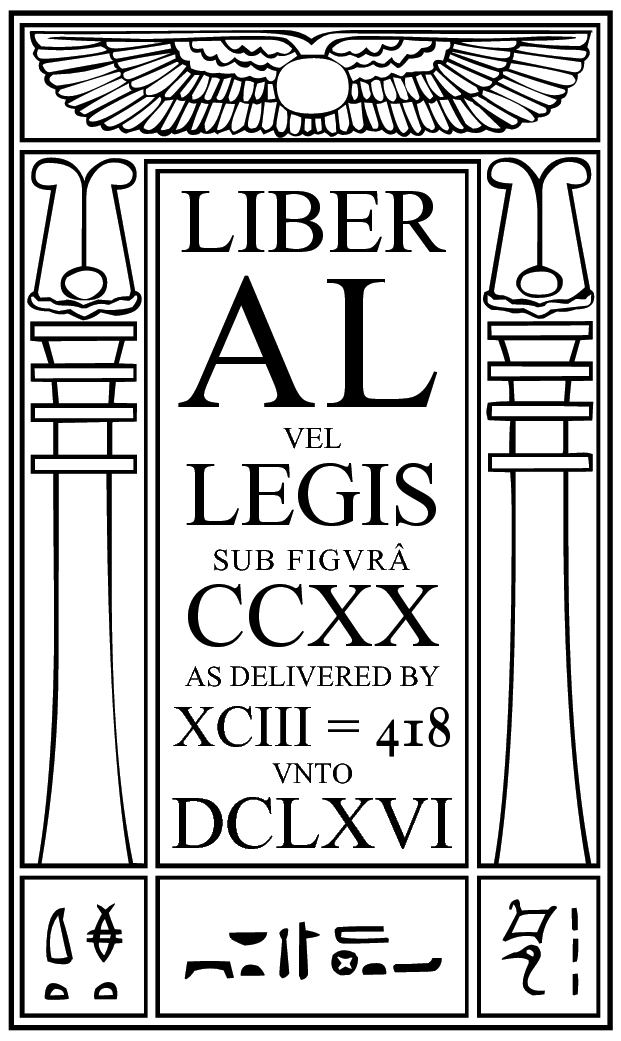
Liber AL vel Legis, o Livro da Lei

O título completo (técnico) do livro é
Liber AL vel Legis
sub figurâ CCXX
como entregue por XCIII = 418 para DCLXVI
O Livro da Lei
O título completo (técnico) do manuscrito do livro é
AL (Liber Legis)
O Livro da Lei
sub figurâ XXXI
como entregue por 93 – עיוז – ΑιϜασς – 418 para Ankh-af-na-Khonsu – O Sacerdote dos Príncipes תריון – ΤΟ ΜΕΓΑ ΘΗΡΙΟΝ
O movimento conhecido como Thelema foi estabelecido com a escritura de O Livro da Lei.

## A Escritura de O Livro da Lei

### As Invocações
De acordo com Crowley, a história do Livro da Lei teve início em 16 de março de 1904, quando ele buscava "invocar os Silfos" por meios ritualísticos para entreter sua esposa, Rose Kelly. Ainda que ela não tenha conseguido ver nada, pareceu entrar em uma forma leve de transe e repetidamente começou a dizer "Eles estão esperando por você!". Posto que Rose não tinha o menor interesse em magia ou misticismo, Crowley não lhe deu muita atenção. Porém, em 18 de março, após invocar a divindade egípcia Thoth (o deus do conhecimento), ele a ouviu mencionar outra divindade egípcia, Hórus, dizendo que este o estava esperando. Crowley, ainda cético, fez a sua esposa várias perguntas sobre Hórus, as quais ela respondeu acertadamente, ainda que sem nenhum conhecimento ou estudo prévio sobre aquela mitologia. A prova final de que a mensagem era verdadeira foi a identificação da figura de Hórus em uma peça funerária egípcia hoje conhecida como a Estela da Revelação, então exposta no Museu Bulaque, com o número de identificação 666 (que para os ocultistas está ligado não ao demônio, mas sim às divindades solares).
Em 20 de março Crowley invocou o deus Hórus, sendo bem sucedido na tarefa. De 23 de março a 8 de abril passou traduzindo os hieróglifos da Estela. Ainda, Rose revelou que seu "informante" não era Hórus por si, mas seu porta-voz, Aiwass. Finalmente, em 7 de abril, Rose deu a Crowley instruções sobre como proceder dali em diante. Por três dias ele entrou no "templo" no horário determinado e escreveu até as 13h.
A narrativa dos fatos históricos que levaram à escritura do Livro podem ser encontradas em The Equinox of the Gods (O Equinócio dos Deuses).

### A Escritura
Crowley escreveu o Livro da Lei nos dias 8, 9 e 10 de abril de 1904, entre o meio-dia e as 13h. Crowley descreve seu encontro com Aiwass no "The Equinox of the Gods" ("O Equinócio dos Deuses"). Ele conta que a Voz de Aiwass vinha por sobre seu ombro esquerdo, como se o orador estivesse parado em um dos cantos do quarto. A voz é descrita como
[...] de um timbre profundo, musical e expressivo, com tons solenes, voluptuosos e tenros, flamejante e despida de tudo que não fosse o conteúdo da mensagem. Não um baixo, talvez um rico tenor ou barítono.
Posteriormente, a voz de Aiwass foi dita por Crowley como destituída de qualquer sotaque, nativo ou estrangeiro.
Ainda que ele não tenha olhado ao redor, Crowley teve a impressão de que Aiwass era feito de um corpo de "matéria fina" como um "véu de gaze". Posteriormente, após outras experiências de contato com essa entidade dita "preter-humana", ele o descreveu como "um homem alto e escuro, com cerca de trinta anos, composto, ativo e forte, com o rosto de um rei selvagem, cujos olhos eram velados pois seu olhar poderia destruir o que estivesse olhando". As roupas não seriam árabes mas vagamente sugerindo vestes assírias ou persas.
Crowley também deixou claro que a escritura não foi um ato de escrita automática ou psicografia e sim que ele apenas escrevia o que era ditado por uma voz real falando a ele. Isso é mostrado pelos vários erros de escrita no manuscrito original, corrigidos na hora por Crowley. Ele admitia que Aiwass podia ser uma manifestação de seu subconsciente, mas mesmo assim considerava que a mensagem ditada estava além da experiência ou conhecimento humanos, sendo necessária uma inteligência de nível superior que apenas um deus poderia possuir. Sobre isso, comentou:
É claro que eu o escrevi, tinta no papel, no sentido material; mas aquelas não eram Minhas palavras, a não ser que Aiwass não fosse mais do que meu self subconsciente (sic) ou alguma parte disto: nesse caso, meu Self consciente, sendo ignorante acerca da Verdade do Livro e hostil à maior parte da ética e da filosofia do Livro, Aiwass seria uma parte severamente suprimida de mim. Esta teoria implicaria que eu sou, ainda que desconhecendo, possuidor de toda sorte de conhecimento e poder preternaturais.
Em sua introdução ao "The Law is for All" ("A Lei é Para Todos"), o discípulo e secretário de Crowley, Israel Regardie coloca que:
De fato, faz pouca diferença no fim das contas se o Livro da Lei foi ditado a [Crowley] por uma inteligência preter-humana chamada Aiwass ou se fluiu das profundezas criativas de Aleister Crowley. O livro foi escrito. E se tornou a pedra fundamental para o Zeitgeist, acertadamente expressando a natureza intrínseca de nosso tempo como ninguém mais havia feito até então.

### Mudanças ao Manuscrito Original
A versão final do Liber AL vel Legis inclui textos que não apareciam no manuscrito original, incluindo muitas pequenas alterações de grafia. Em vários casos, trechos da Estela da Revelação foram inseridos no texto. Por exemplo, na segunda página do Capítulo I, na linha 9 está escrito "V.1. of Spell called the Joy", que foi alterado para:
Above, the gemmed azure is

The naked splendour of Nuit;

She bends in ecstasy to kiss

The secret ardours of Hadit.

The winged globe, the starry blue,

Are mine, O Ankh-af-na-khonsu!
(Acima, o adornado azul-celeste é

O esplendor nu de Nuit;

Ela se curva em êxtase a beijar

Os ardores secretos de Hadit.

O globo alado, o azul estrelado,

São meus, Ó Ankh-af-na-khonsu!)
Na página 6 do Capítulo I, o seguinte estava no manuscrito original:
And the sign shall be my ecstasy, the consciousness of the continuity of existence, the unfragmentary non-atomic fact of my universality.
(E o sinal deverá ser meu êxtase, a consciência da continuidade da existência, o fato infragmentável não atômico da minha universalidade.)
juntamente com uma nota: "Escrever isso com palavras mais claras. Mas seguir adiante."
Posteriormente, isso foi alterado para:
And the sign shall be my ecstasy, the consciousness of the continuity of existence, the omnipresence of my body. (AL I:26)
(E o sinal deverá ser meu êxtase, a consciência da continuidade da existência, a onipresença de meu corpo.)
Novamente, no Capítulo I, na página 19, Crowley escreveu "(Perdi uma frase) A forma de minha estrela é--". Posteriormente, foi Rose Kelly quem completou a frase perdida: "A Estrela de Cinco Pontas com um Círculo no Meio, & o círculo é Vermelho." (AL I:50)
O Capítulo II tem muito poucas correções. O Capítulo III tem algumas correções de grafia e inclui grandes pedaços de paráfrases da Estela da Revelação incluídos por Crowley.

## Interpretação do Livro da Lei
Considera-se que a interpretação do Livro da Lei - principalmente por causa do Comento - deva ser feita sempre de forma individual, a partir da leitura pessoal do texto e das vivências, conhecimentos e intuições particulares de cada um. De modo a não se criarem dogmas ou interpretações oficiais do texto é amplamente aceita entre os thelemitas a ideia de que não se devem escrever textos que expliquem ou interpretem as passagens do Liber AL vel Legis. Diz-se que ao ser questionado sobre um trecho do livro, a melhor resposta de um thelemita seria sempre "o que você acha?". Desta forma, toda e qualquer interpretação do Livro da Lei é considerada correta dentro do escopo individual e ninguém deveria impor sua própria leitura a outrem.
De acordo com o próprio Livro (especificamente em AL I:36), o único autorizado a escrever um comentário sobre o Livro da Lei foi o próprio Crowley. O método que ele geralmente utilizava para interpretar o Liber AL vel Legis era a Cabalá, especialmente através da ferramenta conhecida como Gematria, a numerologia cabalística. Ele escreveu:
Muitos casos de duplo sentido, paronomásia em uma língua ou outra, às vezes as duas coisas de uma vez, quebra-cabeças numéricos e literais, e até mesmo (em uma ocasião) uma esclarecedora conexão de letras em várias linhas em uma disposição arrasadora, será encontrada na sessão cabalística do Comentário.

No "Magick Without Tears" ("Magick Sem Lágrimas"), ele disse também:
Agora era compreensível o suficiente no momento para assegurar-me que o autor do livro sabia Cabala pelo menos tanto como eu: eu descobri posteriormente, mais do que suficiente que ele sabia sem possibilidade de erro muitíssimo mais, e que de uma ordem totalmente superior, do que eu sabia; finalmente, tempo e estudo desesperado, jogaram lampejos de luz em muitas outras passagens obscuras, para estabelecer sem qualquer dúvida em minha mente que ele é realmente o cabalista supremo de todos os tempos.

Entenda-se que Crowley dá ao leitor de seus comentário sobre o Livro da Lei (o "Comento" e o "The Law is for All" ["A Lei é para Todos"]) não respostas prontas ou interpretações definitivas mas pistas e ferramentas que auxiliem o próprio leitor do Livro Sagrado a encontrar sua própria leitura.

### Os Três capítulos
Ainda que o "mensageiro" do Liber AL vel Legis seja Aiwass, o Livro apresenta várias personalidades que são as reais inteligências por trás das palavras dele. As três figuras principais são as divindades ligadas individualmente a cada um dos três capítulos do Livro: Nut, Hadit e Ra-Hoor-Khuit.

#### Primeiro capítulo
O Primeiro Capítulo é ditado por Nuit, a deusa egípcia do céu noturno, chamada Rainha do Espaço. Crowley a chamava de "Senhora dos Céus Estrelados, que é também Matéria em seu sentido metafísico mais profundo, que é o infinito em quem todos vivemos e nos movemos e possui nosso ser".
Este capítulo também introduz:
- Ankh-af-na-khonsu, o sacerdote histórico que criou a Estela da Revelação
- A Besta, representativa do arquétipo masculino em sua natureza mais instintiva
- A Mulher Escarlate, também chamada de Babalon, a Prostituta Sagrada.
- Thelema como sendo a Palavra da Lei.

#### Segundo capítulo
Este é ditado por Hadit, que refere-se a si mesmo como sendo o "complemento de Nu", sua noiva. Ele é o ponto infinitamente condensado, o centro da infinita circunferência de Nuit. Crowley diz dele:
Ele é a energia eterna, o Infinito Movimento das Coisas, o núcleo central de todo ser. O Universo manifestado vem do casamento de Nuit e Hadit; sem o quê nada poderia ser. Este festejar eterno, perpétuo é, assim, a própria natureza das coisas em si; e assim, tudo que é, é uma "cristalização do êxtase divino", e "Ele vê a expansão e o desenvolvimento da alma através da alegria.

#### Terceiro capítulo
Ra-Hoor-Khuit é o terceiro a falar, identificado como a Criança Coroada e Conquistadora, e como um deus de Guerra e Vingança. Dos três Capítulos, este é o que costuma deixar impressões mais fortes nos que lêem o Livro da Lei de forma despreparada e superficial. Seus versículos iniciais são os que mais facilmente são vistos como conflituosos; contudo a segunda metade assume já um tom mais ameno, estabelecendo um equilíbrio.
Crowley une os três da seguinte forma:
Temos Nut, Espaço, Hadit, o ponto de vista; estas experiências se unem, e então produz-se Heru-Ra-Ha, que combina as ideias de Ra-Hoor-Khuit e Hoor-paar-Kraat.

### O Comento
Baseado em diversas passagens, incluindo "Meu escriba Ankh-af-na-khonsu, o sacerdote dos príncipes, não deve uma só letra mudar deste livro; mas a fim de que não haja tolice, ele comentará a respeito pela sabedoria de Ra-Hoor-Khu-It." (Liber AL I:36), Crowley sentiu-se compelido a interpretar por escrito o Livro da Lei. Ele deixou dois grandes grupos de comentários onde tentava decifrar linha por linha. Contudo, não se sentiu satisfeito com estas tentativas. Em 1912, preparou o Liber AL vel Legis e seus comentários de então para serem publicados em "The Equinox, vol I". Em seu livro "Confessions" ("Confissões") ele recorda-se ter considerado os comentários existentes como "vergonhosamente escassos e incompletos". Posteriormente, ele explica:
Eu havia estupidamente suposto este comentário seria uma exposição acadêmica do Livro, uma elucidação de suas obscuridades e uma demonstração da sua origem preter-humana. Entendo finalmente que esta ideia é um disparate. O comentário deve ser uma interpretação do livro inteligível para a mente mais simples e tão prático como os Dez Mandamentos.
Mais do que isso, esse Comentário deveria ocorrer por inspiração, como o próprio Livro da Lei sugeria.
Anos mais tarde, em 1925, quando estava na Tunísia, Crowley recebeu sua inspiração. Publicou, então, o que foi chamado simplesmente de "O Comento" (também conhecido pelos nomes de "Breve Comento" ou "Comento de Túnis"), assinando-o como Ankh-f-n-Khonsu (que se traduz literalmente como "Aquele que vive em Khonsu", nome de um sacerdote real da 26ª Dinastia egípcia, criador da Estela da Revelação). Nele, o leitor é advertido que "o estudo" do Livro é proibido e declara que aquele que "discutir seu conteúdo" deve ser evitado como um "centro de pestilência". O resultado é a ideia de que a interpretação por vezes críptica do Livro é de responsabilidade apenas do leitor.
Posteriormente, deu a seu amigo pessoal e companheiro da OTO, Louis Wilkinson, a tarefa de preparar uma versão editada dos comentários de Crowley que foram publicados após sua morte com o título de "The Law os for All" ("A Lei é para Todos").
No Brasil, Marcelo Ramos Motta publicou uma versão do Livro da Lei (curiosamente faltando dois versículos do Primeiro Capítulo, provavelmente por erro de revisão) onde ele fazia também a sua interpretação das passagens do Liber AL vel Legis versículo a versículo. Este livro, hoje considerado uma raridade, contudo vai de encontro a todos os conselhos de não se criar interpretações públicas.

## Publicações
As principais publicações do Livro da Lei são:
- Ordo Templis Orientis, Londres, 1938, edição privativa (a edição estadunidense é de 1942, ainda que datada de 1938)
- Weiser Books (Reimpressão; maio, 1987; ISBN 0-87728-334-6)
- Weiser Books (Edição do 100º Aniversário; março, 2004; ISBN 1-57863-308-7)
- Mandrake of Oxford (abril, 1992; brochura; ISBN 1-869928-93-8)

O Livro da Lei foi publicado também como parte de outros livros, dentre os quais:
- The Equinox (III:10). (2001). York Beach, ME: S. Weiser. ISBN 0-87728-719-8
- The Holy Books of Thelema (Equinox III:9). (1983). York Beach, ME: S. Weiser. ISBN 0-87728-579-9
- Magick: Liber ABA, Book Four, Parts I-IV. (1997). York Beach, ME: S. Weiser. ISBN 0-87728-919-0

Em Português, as principais publicações do Livro da Lei são:
- "O Equinócio dos Deuses", de Marcelo Ramos Motta (1976). Publicação particular
- "Os Livros de Thelema". Ed. Madras (1997). ISBN 85-7374-017-5
- "Os Livros Sagrados de Thelema". Ed. Madras (1998). ISBN 85-86453-09-9
- "Liber AL vel Legis - O Livro da Lei". Loja Quetzalcoatl/OTO (2004). Edição limitada comemorativa
- "O Livro da Lei - Liber Al Vel Legis". Ed. Chave (2017). Tradução de Marina Della Valle. ISBN 8595710171

## Celebração
Entre os thelemitas, os dias 8, 9 e 10 de abril são considerados como sagrados, chamados de "Três Dias da Escrita do Livro da Lei". Costuma-se celebrá-los lendo-se a cada dia o Capítulo correspondente.

### Comentários sobre o Livro da Lei (em português)
- «O Comentário de Djeridensis (O Comentário Chamado D)». [ligação inativa] por Aleister Crowley (Escrito em 1923 e.v. por Aleister Crowley, O Comentário de Djeridensis é o comentário menor do Livro da Lei.).
- «O Comentário K». [ligação inativa] por Aleister Crowley (O Comentário K foi realizado no dia 30 de Agosto de 1923 e.v. na Abadia de Thelema, em Céfalu, uma comunidade italiana da região da Sicília, província de Palermo. O Comentário se estende apenas até o vigésimo versículo do primeiro capítulo de AL, mas é de muita importância a todos que são de Thelema.).

### Comentários sobre o Livro da Lei (em inglês)
- The Old and New Commentaries to Liber ALby Aleister Crowley
- The Djeridensis Working (The Comment Called D), Crowley's 1923 Commentary on Liber Legis.